# Microcharon stygius
Microcharon stygius is een pissebed uit de familie Lepidocharontidae. De wetenschappelijke naam van de soort is voor het eerst geldig gepubliceerd in 1933 door Karaman.